# Metro van Kuala Lumpur
De metro van Kuala Lumpur (of, RapidKL Light Rapid Transit (LRT)) is het metrostelsel van Kuala Lumpur, de hoofdstad van Maleisië. De stad zelf telt 1,6 miljoen inwoners, de agglomeratie 7,2 miljoen. Het systeem kent zes lijnen, waarvan de eerste drie lijnen oorspronkelijk ieder een eigen exploitant hadden. Later werd overheidsbedrijf RapidKL verantwoordelijk voor de dienstuitvoering.

## Overzicht
- In 1996 opende de Ampang-lijn; het materieel van de Ampang-lijn bestaat uit lightrailvoertuigen.
- Twee jaar later volgde de Kelana Jaya-lijn; de treinstellen van de Kelana Jaya-lijn rijden zonder bestuurder.
- De derde lijn van het systeem is een monorail, de voertuigen rijden sinds 2003 door de stad.
- In 2005 werd de Ampang-lijn hernoemd tot de Ampang en Sri Petaling-lijn. Het was de eerste stap voor de creatie van een vierde lijn. Na de uitbreiding van de lijn werd vanaf 2016 de lijn opgesplitst en werd naast de Ampang-lijn de Sri Petaling-lijn als vierde lijn geopend.
- De vijfde lijn, MRT-lijn 9, is een volwaardige metrolijn met een lengte van 51 kilometer die vanuit Sungai Buloh via centraal Kuala Lumpur naar de voorstad Kajang verloopt. Het eerste deel werd in december 2016 geopend.
- Op 16 juni 2022 werd het eerste deel van de zesdede lijn in gebruik genomen, de Putrajaya-lijn, die Sungai Buloh/Kwasa Damansara verbindt met Kampong Batu. Deze MRT-lijn 12 is de tweede volwaardige metrolijn.

## Ampang-lijn
Als eerste opende de 27 kilometer lange Ampang-lijn eind 1996 (op de kaart rechts in geel en groen weergegeven). Dit is een vertakte lijn, bij station Chan Sow Lin splitst de lijn. De gele tak (Chan Sow Lin-Ampang route) verloopt in noordoostelijke richting naar Pudu en voorstad Ampang, die deels in buurstaat Selangor ligt. De firma's Taylor Woodrow en Adtranz vormden het consortium dat samen met lokale bedrijven de lijn construeerde. De eerste jaren droeg de lijn de naam STAR line. De groene tak, die ook wel Chan Sow Lin-Sri Petaling route heet ontsluit zuidelijk Kuala Lumpur en opende twee jaar later. Oorspronkelijk werd de beide takken als aparte lijnen aangegeven in het systeem, in 2007 werd besloten om de Ampang- en Sri Petaling-lijn te hernoemen en er deze als één lijn weer te geven.
De lijn kent in totaal 25 stations. De elf stations die aan het noordelijke deel liggen zijn verhoogd gebouwd, het spoor volgt hier deels de rivier de Gombak. Aan de beide vertakkingen liggen zeven stations, deels verhoogd gebouwd of op maaiveldniveau. De werkplaats en het depot liggen bij de eindhalte Ampang. In tegenstellingen tot eerdere spoorlijnen werd gekozen voor een breedte van 1435 mm (normaalspoor). Een groot deel van de noordelijke tak van de Ampang-lijn volgt de route van een verlaten spoorbed.
Het rollend materieel van de Ampang-lijn bestaat uit een serie van 90 lightrailtreinen. De elektrische treinstellen die via een derde rail gevoed worden bestonden de eerste jaren veelal uit vier bakken, tegenwoordig uit zes. Dit is het maximum gezien de perronlengte. De voertuigen worden bestuurd door een metrobestuurder. Het interieur van de treinen is eenvoudig en strak ontworpen. Er is veel ruimte bestemd voor staande passagiers (zie ook onder).

## Kelana Jaya-lijn
De Kelana Jaya-lijn telt 24 stations, waarvan vijf ondergronds, achttien verhoogd en een op maaiveldniveau. De bouw vond plaats in twee fasen, als eerste opende in 1998 het westelijke deel, 14,1 km. Een jaar later bereikte de lijn, die destijds nog PUTRA line heette de huidige lengte, 29 km. Het metrostation bij het treinstation KL Sentral opende later, pas in 2001. Sinds 2004 is de exploitatie in handen van het overheidsbedrijf Rapid KL, hiervoor werden de diensten uitgevoerd door Renong. Dit concern ontwierp en bouwde de lijn ook.
De tweede lijn verbindt de rijke zuidwestelijke voorstad Petaling Jaya via het centrum met het noordelijke Gombak. Aan beide uiteinden ligt een stukje van de lijn in buurstaat Selangor. De spoorwijdte bedraagt eveneens 1435 mm. Het overstapstation Jamek Mosque is gelegen in het drukke centrum van Kuala Lumpur. Naast dit station is een busstation van RapidKL, de grootste busmaatschappij van Maleisië en onderdeel van hetzelfde overheidsbedrijf.
De lightrailtreinen van de Kelana Jaya-lijn kennen een automatische besturing. Het materieel bestaat uit 35 Mark II-treinen, gefabriceerd door Bombardier. Een bijzonderheid is dat de aandrijving geschiedt met lineaire inductiemotoren, die relatief weinig geluidsoverlast geven. Een derde rail levert de voeding van de voertuigen. Een enkele jaren geleden aangekondigde tweede order bij Bombardier is voorlopig uitgesteld.

## KL Monorail
In augustus 2003 opende de KL Monorail. De monorailtreinen bevinden zich boven de rail, ze zijn eromheen geklemd. De lijn is over de gehele lengte (8,6 km) dubbelsporig uitgevoerd en kent 11 stations. De constructie van de lijn begon in 1997, maar de bouw liep aanzienlijke vertraging op door financiële problemen, voortvloeiend uit de Aziatische financiële crisis. De eigenaar van de monorail, KL Infra, ging in 2007 uiteindelijk failliet, waarna de lijn in handen van de overheid kwam.
In het zuiden vertrekt de KL monorail vanaf treinstation KL Sentral. Het monorailstation bevindt zich op 250 meter van het treinstation, hoewel er rekening gehouden is met het doortrekken van de lijn naar KL Sentral. De lijn verloopt eerst in noordoostelijke richting naar het zakendistrict van de stad. Vervolgens gaat hij richting het noordwesten, het eindstation Titiwangsa ligt net als KL Sentral aan de Kelana Jaya-lijn.
De treinen zijn bescheiden van formaat, 20 meter lang en 3 meter breed. De voertuigen lijken sterk op die van de Seattle Center Monorail. Tien van deze treinen verzorgen de dienstuitvoering. De capaciteit van de lijn is aanzienlijk kleiner dan van de andere twee lijnen.

## Dienstuitvoering
De drie lijnen zijn geopend van zes uur 's morgens tot (bijna) middernacht. Tijdens de doordeweekse spits rijden de lightraillijnen eens per 3 a 4 minuten, de monorail eens per 5 minuten. 's Avonds en in het weekend (met name zondags) is de dienstvoering minder frequent. Vanwege de vertakking in de Apmang-lijn verschilt de dienstuitvoering per deel; waar geel en groen overlappen vertrekken vaker treinen dan op de vertakkingen, waar eens per 10 tot ruim 20 minuten een trein vertrekt.

## Uitbreidingsplannen
In 2006 deelde vicepresident Najib Razak al mee dat de Kelana Jaya-lijn verlengd zal worden. De beslissing om te gaan bouwen werd echter meerdere keren uitgesteld. Eind 2010 kreeg dit project meer zekerheid en is besloten dat de lijn met negen kilometer verlengd zal worden, vanaf het westelijke eindstation Kelana Jaya. Het ministerie van Financiën heeft de aanbesteding rond. Een zevende lijn, LRT-lijn 11, is gepland te openen in 2025.

## Galerij

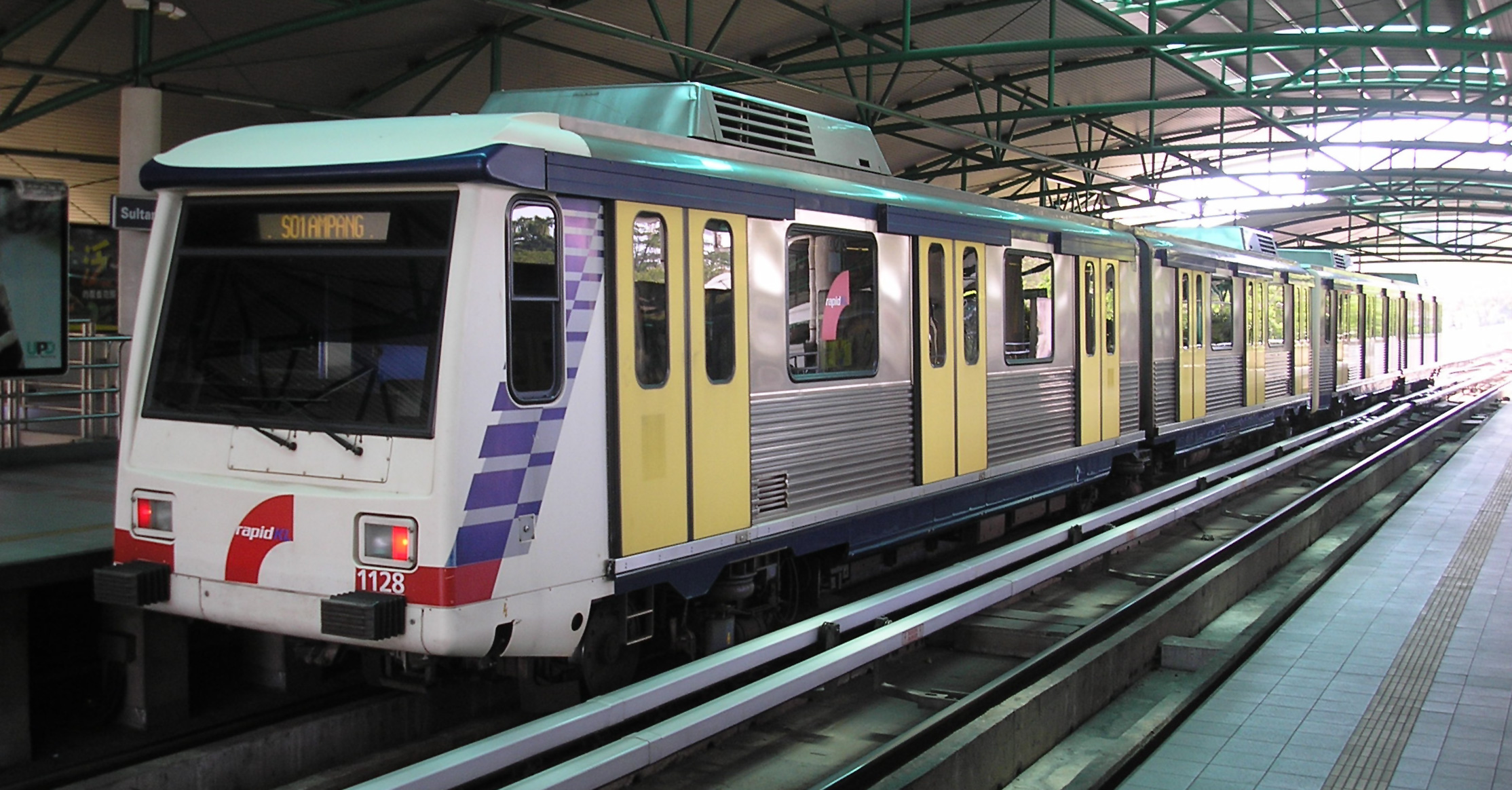
Rollend materieel van de Ampang-lijn (vier bakken)
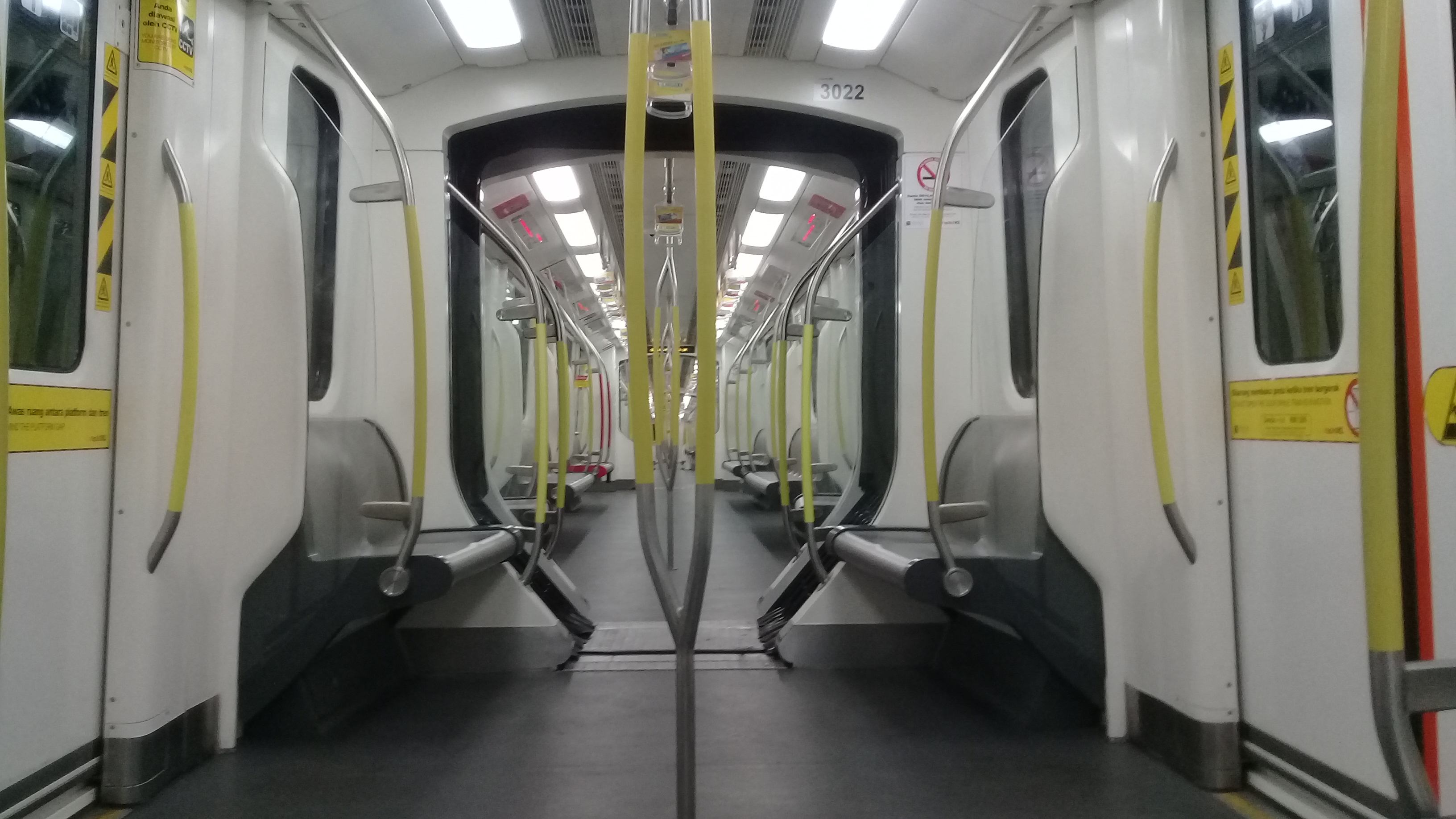
Interieur van de nieuwe Ampang trein.
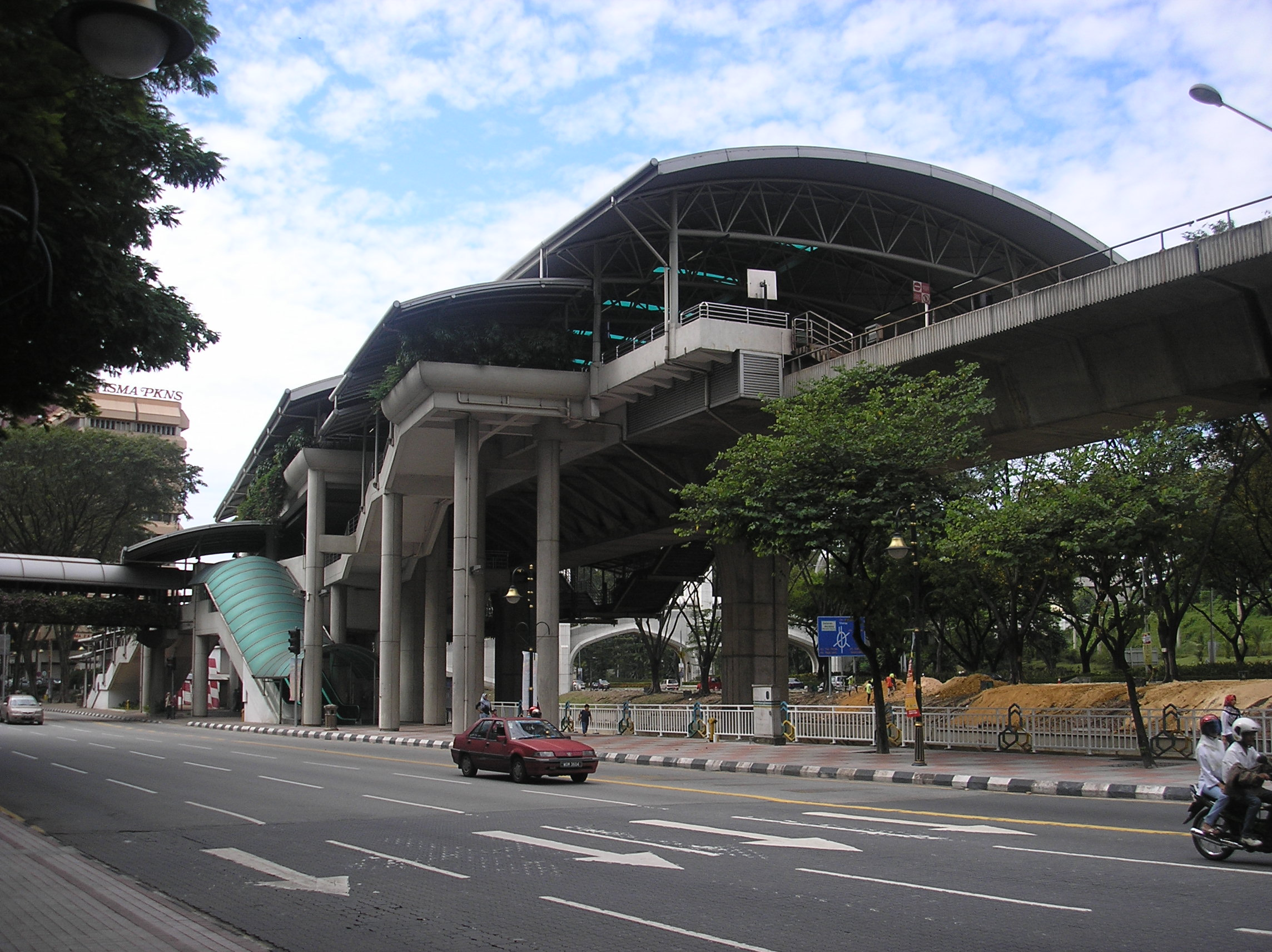
Het verhoogde station Bandaraya (Ampang-lijn)
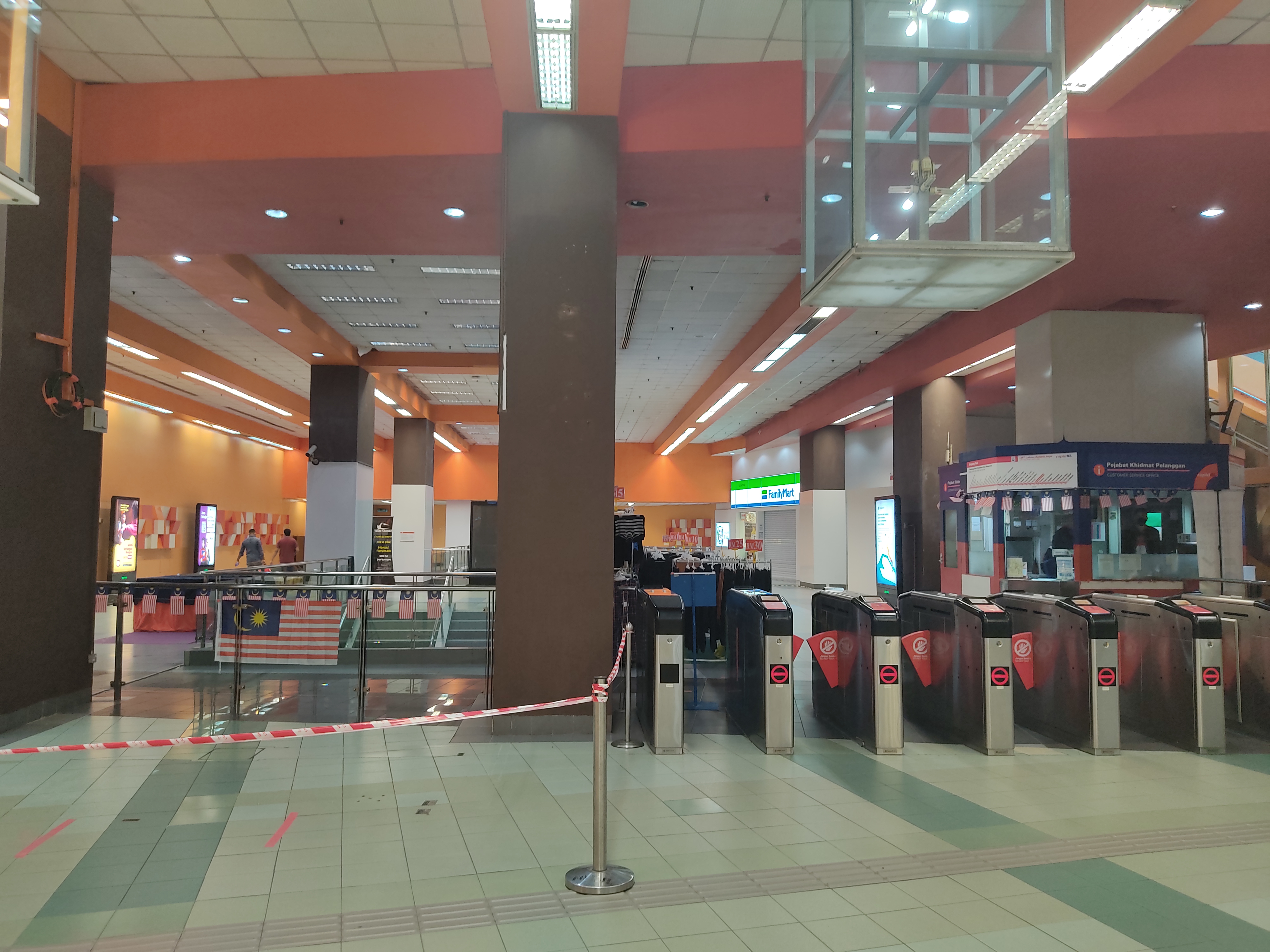
Tourniquets voor vervoerbewijzen met magneetstrip
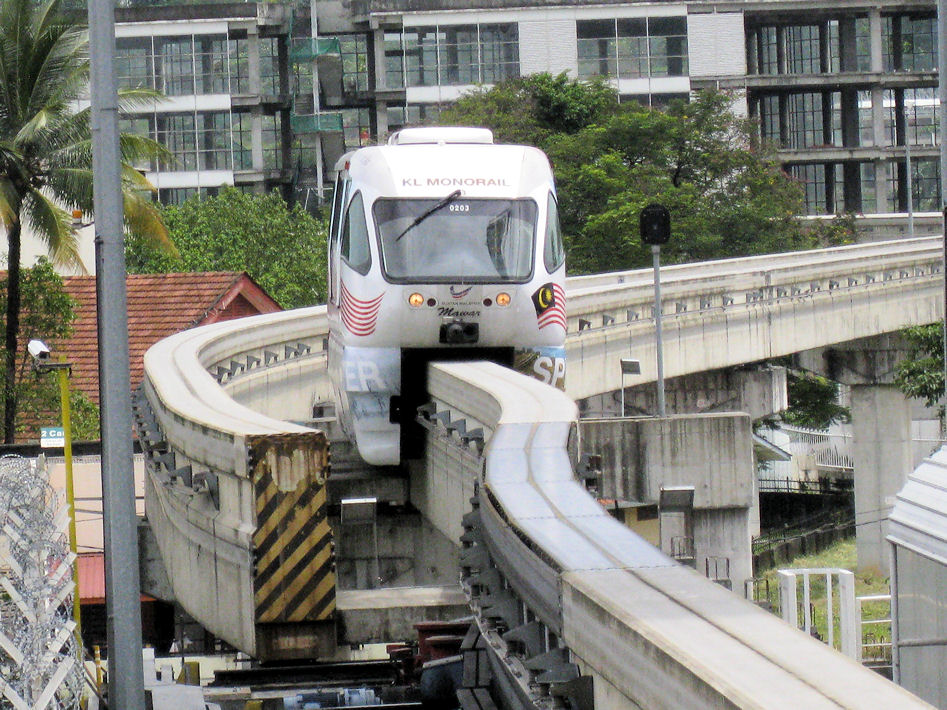
Wisselconstructie voor de monorail
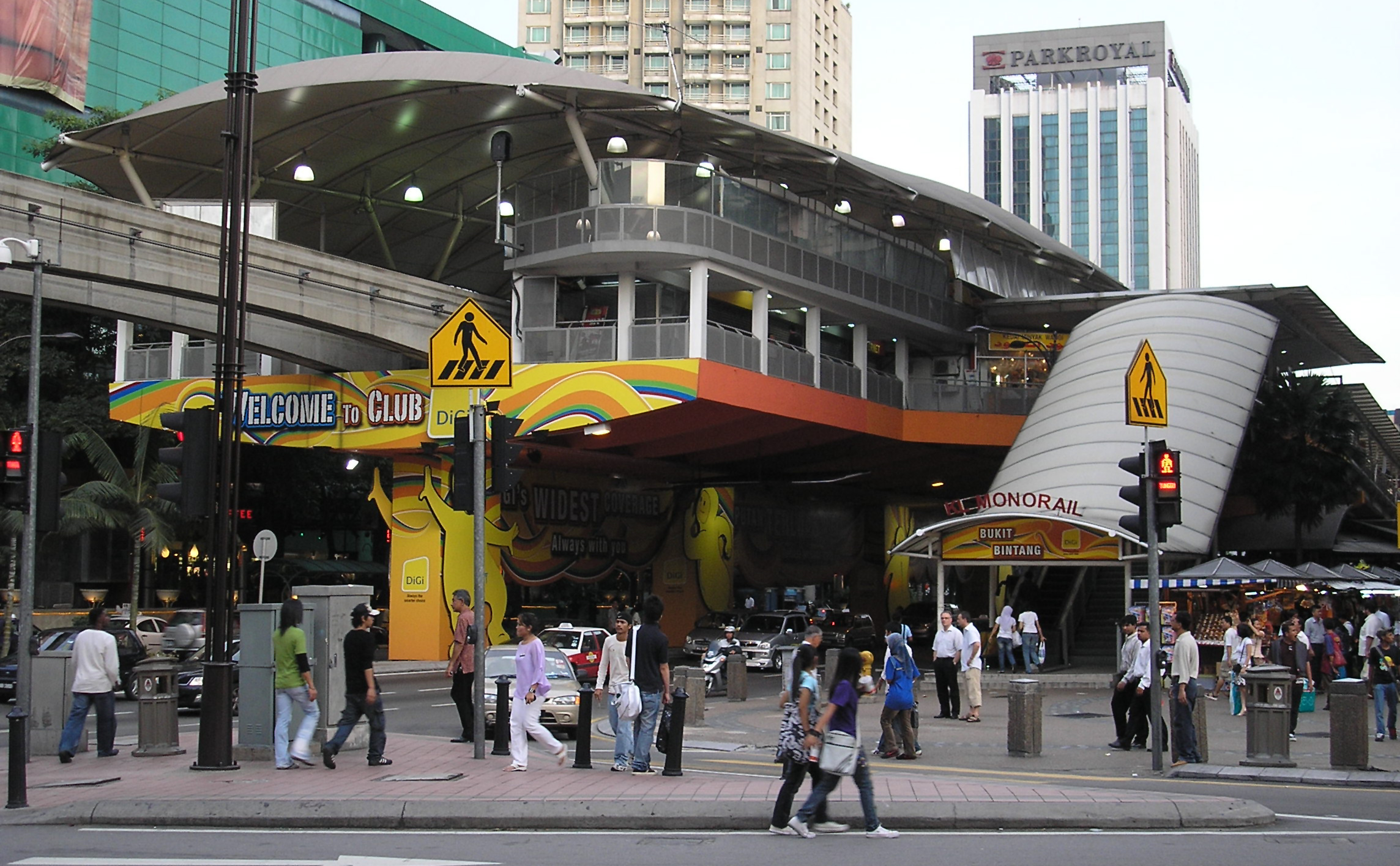
Monorailstation Bukit Bintang
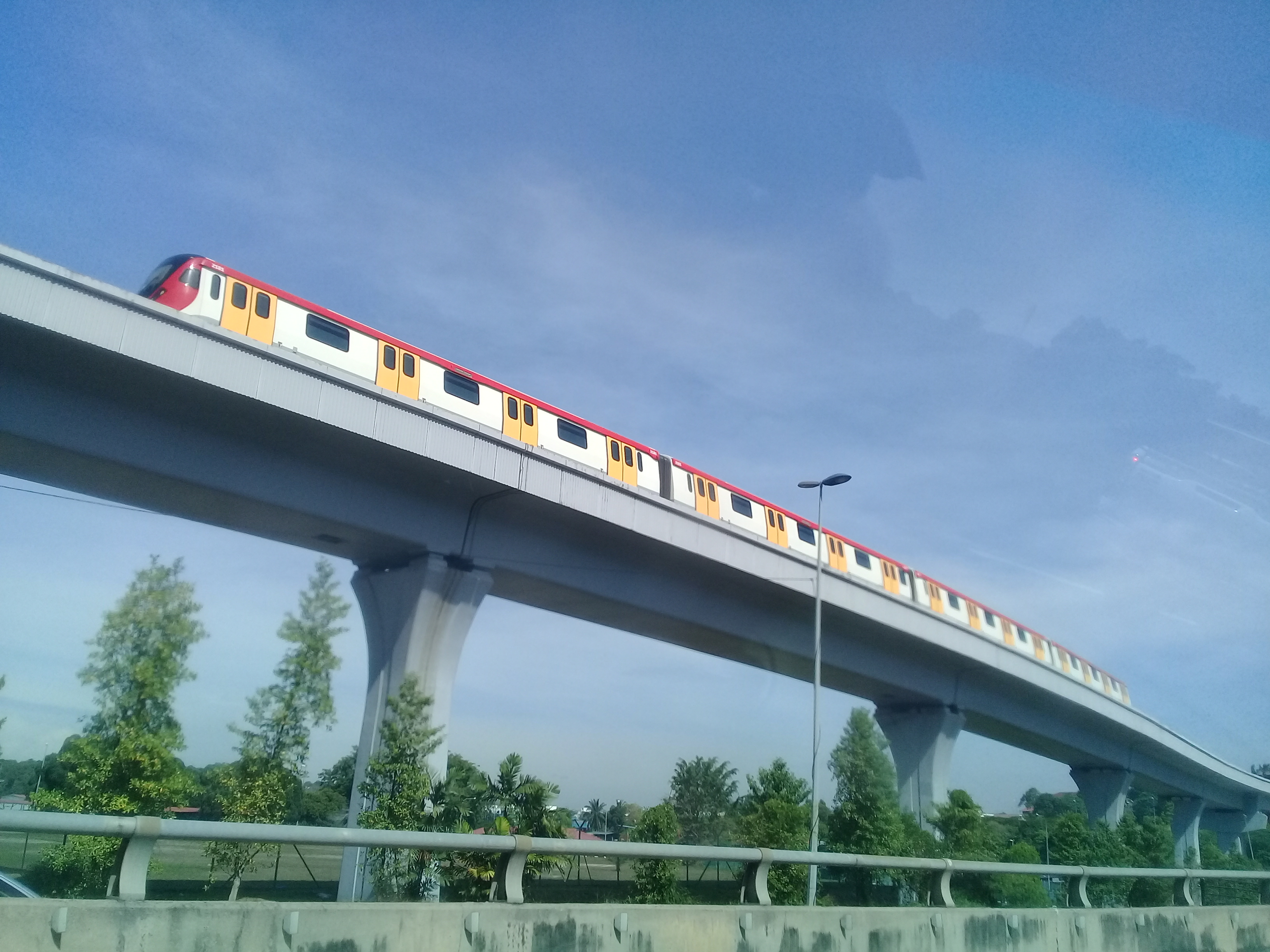
MRT-lijn 12